# Alice Gorman
Alice Gorman  (1964) miembro de la FSA,  es una arqueóloga, consultora de patrimonio y profesora australiana, conocida por su trabajo pionero en el campo de la arqueología espacial y su blog de arqueología de la era espacial. Con sede en la Universidad de Flinders, es experta en análisis de herramientas de piedras indígenas, pero es sobre todo conocida por su investigación sobre la arqueología de los desechos orbitales, los yacimientos de lanzamiento terrestre y las estaciones de rastreo satelital. Gorman enseña estudios modernos de cultura material, gestión del patrimonio cultural y herramientas de piedra australianas. Gorman también es miembro fundadora del Consejo de Arqueología, Ciencia y Patrimonio de For All Moonkind, Inc., una organización sin ánimo de lucro que desarrolla y busca implementar una convención internacional para proteger el patrimonio cultural humano en el espacio exterior.

## Arqueología tradicional
Gorman se graduó en Artes con honores en la Universidad de Melbourne en 1986 antes de trabajar como asesora arqueológica en el sector de administración del patrimonio indígena. Regresó a los estudios a finales de los años 90 y se doctoró en la Universidad de Inglaterra Nueva en 2001. Su tesis doctoral examinaba cómo los arqueólogos pueden identificar las herramientas que se utilizaron en modificación de cuerpos a través del desgaste y análisis de residuos. Después de su graduación,  continuó trabajando como asesora de patrimonio hasta que recibió una posición académica permanente en la Universidad de Flinders en 2005. Gorman continúa trabajando en el sector de administración del patrimonio indígena en contratos de plazo corto.

## Arqueología espacial
Desde que era pequeña, Gorman quiso ser tanto astrofísica como arqueóloga. Acabó estudiando arqueología,  pero ha conseguido reconciliar sus dos pasiones poniendo el foco de búsqueda en la arqueología de exploración espacial, o sencillamente, arqueología espacial (el uso de imágenes satélite para examinar paisajes y sitios arqueológicos, ver percepción remota). En 2003,  participó en la primera sesión de la conferencia de arqueología espacial en el Quinto Congreso Arqueológico Mundial con John Campbell y Beth Laura O'Leary.
Desde mediados de los 2000s,  ha producido un gran número de publicaciones en arqueología espacial y está acreditada como pionera del concepto del espacio como paisaje cultural y la aplicación de la importancia cultural a la "basura espacial". Gorman no solo exploró la carrera espacial que tuvo lugar durante la Guerra fría, ella también consideró y visibilizó la contribución de las personas indígenas a la exploración espacial global y las firmas arqueológicas de esta interacción.
La investigación arqueológica espacial de Gorman incluye el satélite más viejo todavía en órbita, Vanguard 1, el yacimiento de lanzamiento de terrestre Woomera y Kourou, y la estación de rastreo Orroral NASA. En 2013, Gorman recibió el reconocimiento por su trabajo en la arqueología espacial cuándo fue invitada para presentar  TEDx Sydney.
Gorman es miembro de la facultad de la Universidad Espacial Internacional, una asesora para el Consejo de Investigación australiano, y es miembro de numerosas organizaciones arqueológicas y del espacio que incluyen la Asociación de Industria Espacial de Australia. Escribe regularmente para "La Conversación", donde  detalla mucha de su búsqueda sobre arqueología espacial para una audiencia general. Su trabajo ha sido incluido en la antología de ciencia en línea 2013 y en la mejor colección de Escritura de Ciencia australiana de 2013 a 2017.
En 2019, Gorman publicó su primer libro de arqueología espacial, titulado "Dr Space Junk vs The Universe: Archaeology and the future"  por el cual fue  entrevistada en el programa de conversaciones del ABC. En diciembre de 2019, "Dr Space Junk vs The Universe: Archaeology and the future" ganó el premio  John Mulvaney al mejor libro por la Asociación Arqueológica australiana, el cual reconoce una importante publicación en arqueología australiana.

## Premios y reconocimientos
En 2016, Gorman fue elegida como amiga de la Sociedad de Antiquaries de Londres. En 2017  le otorgaron el Bragg UNSW, el premio de prensa por escritura de ciencia por su ensayo "Trace fossils: The silence of Ediacara, the shadow of uranium".

## Publicaciones
- Gorman, A.C. (2019). Dr Space Junk vs the Universe: Archaeology and the Future. Sydney: NewSouth Books.
- Smith, C., Burke, H.D., Ralph, J., Pollard, K., Gorman, A.C., Wilson, C.J., et al. (2019). Pursuing social justice through collaborative archaeologies in Aboriginal Australia. Archaeologies, 15: 536-569.
- Gorman, A.C. (2018). Gravity's playground: dreams of spaceflight and the rocket park in Australian culture. In Darran Jordan and Rocco Bosco, ed. Defining the Fringe of Contemporary Australian Archaeology. Pyramidiots, Paranoia and the Paranormal. Newcastle upon Tyne: Cambridge Scholars Publishing, pp. 92-107.
- Munt, S., Roberts, A. and Gorman, A. (2018). An investigation of human responses to climatic fluctuations at Allen’s Cave, South Australia, from ca 40,000 to 5,000 BP, by a technological analysis of stone artefacts. Australian Archaeology, 84(1) pp. 67-83.
- Burke, H.D., Arthure, S.A., De Leiuen, C., McEgan, J. and Gorman, A.C. (2018). In Search of the Hidden Irish: Historical Archaeology, Identity and "Irishness" in Nineteenth Century South Australia. Historical Archaeology, 52(4) pp. 798-823.
- Gorman, A.C. (2017). Trace Fossils. The silence of Ediacara, the shadow of uranium. In Julianne Schultz and Patrick Allington, ed. Griffith Review 55 State of Hope. Melbourne: Text Publishing, pp. 257-266.
- Gorman, A.C. (2016). Culture on the Moon: bodies in time and space. Archaeologies, 12(1) pp. 110-128.
- Gorman, A.C. (2016). Tracking cable ties: contemporary archaeology at a NASA satellite tracking station. In Ursula K. Frederick and Anne Clarke, ed. That was Then, This is Now: Contemporary Archaeology and Material Cultures in Australia. Newcastle-upon-Tyne, United Kingdom: Cambridge Scholars Publishing, pp. 101-117.
- Wallis, L., Gorman, A. and Burke, H.D. (2013). The opportunities and challenges of graduate level teaching in cultural heritage management. Australian Archaeology, 76 pp. 52-61.
- Gorman, A. C. and Beth Laura O'Leary, 2013, The archaeology of space exploration. In Paul Graves-Brown, Rodney Harrison and Angela Piccini (eds) The Oxford Handbook of the Archaeology of the Contemporary World. pp 409–424 Oxford: Oxford University Press
- Gorman, A. C., 2013, Space archaeology In Claire Smith (Editor in chief) Encyclopedia of Global Archaeology, SpringerReference
- Gorman, A. C., 2012, Space Archaeology. In Neal Silberman, ed. The Oxford Companion to Archaeology. USA: Oxford University Press, pp. 197–200.
- Burke, H. D., Gorman, A., Mayes, Ken, and D. Renshaw, 2011, The Heritage Uncertainty Principle: Excavating Air Raid Shelters from the Second World War. In Katsuyuki Okamura and Akira Matsuda, ed. New Perspectives in Global Public Archaeology, pp 139–154. New York, USA: Springer
- Gorman, A. C., 2011, The sky is falling: how Skylab became an Australian icon. Journal of Australian Studies, 35(4):529-546.
- Wallis, Lynley and A. C. Gorman, 2010, A time for change? Indigenous heritage values and management practice in the Coorong and Lower Murray Lakes region, South Australia. Australian Aboriginal Studies 2010(1):57-73
- Gorman, A. C., 2009, The gravity of archaeology. Archaeologies: The Journal of the World Archaeological Congress 5(2):344-359
- Gorman, A. C., 2009, The archaeology of space exploration. In David Bell and Martin Parker (eds) Space Travel and Culture: From Apollo to Space Tourism, pp 129–142. Wiley-Blackwell
- Gorman, A. C., 2009, The cultural landscape of space. In Ann Darrin and Beth Laura O'Leary (eds) The Handbook of Space Engineering, Archaeology and Heritage, p 331–342. CRC Press: Boca Raton
- Gorman, A. C., 2009, Heritage of Earth orbit: orbital debris – its mitigation and heritage. In Ann Darrin and Beth Laura O'Leary (eds) The Handbook of Space Engineering, Archaeology and Heritage, pp 377–393. CRC Press: Boca Raton
- Gorman, A. C., 2009, Beyond the Space Race: the significance of space sites in a new global context. In Angela Piccini and Cornelius Holthorf (eds) Contemporary Archaeologies: Excavating Now, pp 161–180 Bern: Peter Lang
- Gorman, A. C., 2008, The primitive body and colonial administration: Henry Ling Roth's approach to body modification. In Iain Davidson and Russell McDougall (eds) The Roth Family: Anthropology and Colonial Administration pp 83–103 Left Coast Press, Walnut Creek, CA
- Gorman, A. C., 2007, La terre et l'espace: rockets, prisons, protests, and heritage in Australia and French Guiana. Archaeologies: Journal of the World Archaeological Congress 3(2):153-168
- Gorman, A. C. and Beth Laura O'Leary, 2007, An ideological vacuum: the Cold War in space. In John Schofield and Wayne Cocroft (eds) A fearsome heritage: diverse legacies of the Cold War, pp 73–92 Left Coast Press, Walnut Creek, California
- Gorman, A. C., 2005, The cultural landscape of interplanetary space. Journal of Social Archaeology 5(1):85-107
- Gorman, A. C., 2005, The archaeology of orbital space. In Australian Space Science Conference 2005, pp 338–357, RMIT University, Melbourne